# Ernest Novak
Ernest Novak, slovenski košarkar, košarkarski trener * 5. junij 1977, Ljubljana.

## Igralska kariera
Ernest Novak je začel trenirati košarko pri mlajših selekcijah Olimpije. Pri 194 cm je igral na poziciji visokega branilca. Člansko košarko je profesionalno igral pri več klubih v prvi slovenski ligi (in Jadranski ligi): Olimpija, Maribor Ovni, Geoplin Slovan, Pivovarna Laško, Elektra Esotech in Parklji. Dve sezoni (2003-05) je igral v nemški Bundesligi za klub Ludwigsburg. Kariero je zaključil v sezoni 2011/12 v Medvodvah v drugi ligi.
Za slovensko reprezantanco do 18 let je igral na EP 1994 in za reprezentanco do 22 let na EP 1998, ko je ekipa osvojila 2. mesto. 

## Trenerska kariera
Trenersko delo je začel na srednji šoli SUAŠ, hkrati pa delal na zavodu ŠKL. Na začetku sezone 2014/15 je deloval kot pomočnik trenerja v Domžalah (glavni trener Gregor Hafnar), v naslednji pa kot pomočnik v Šenčurju Igorju Kešlju. Aprila 2016 zamenjal Kešlja in vodil ekipo v prvi ligi in četrfinalu play-offa. Glavni trener je ostal do marca 2017. 
Poleti 2017 je prevzel vodenje ženske ekipe Kranja (ŽKK Triglav) v prvi ligi. V sezoni 2017/18 je vodil Triglav do zmage v pokalnem tekmovanju in drugega mesta v ligi.

Julija 2019 je vodil žensko reprezentanco do 18 let na evropskem prvenstvu divizije B. 